# I Don't Need a Man
"I Don't Need a Man" (em português:  Não Preciso De Um Homem) é uma canção gravada pelo girl group americano The Pussycat Dolls para seu primeiro álbum de estúdio, PCD (2005). A canção foi escrita e produzida por Rich Harrison, com textos adicionais de Nicole Scherzinger e Kara DioGuardi. A música foi lançada como o quinto single do álbum em 25 de setembro de 2006 no Reino Unido. Tornou-se seu quinto single top-10 a entrar no UK Singles Chart.

## Antecedentes
"I Don't Need a Man" foi escrito e produzido por Rich Harrison, com textos adicionais de Nicole Scherzinger e Kara DioGuardi. Ron Fair forneceu produção adicional e vocal para a música. A versão oficial instrumental desta música, que é apresentada no CD, contém algumas outras amostras além da versão do álbum.
O lado B do single é uma versão cover de "We Went As We Did Like Going", escrito por Bob Crewe e Kenny Nolan e originalmente interpretado por Labelle. Este foi um single de 1975 de seu álbum 'Phoenix e uma continuação de seu hit anterior, "Lady Marmalade". A versão das Pussycat Dolls apareceu pela primeira vez em setembro de 2004 na trilha sonora do filme de animação Shark Tale. Um extended play - I Don't Need a Man EP - foi lançada digitalmente em 19 de junho de 2007 na América do Norte. C.K. Mann, do Asafo Beesoun, de Gana, é creditado no início.

## Composição
"I Don't Need a Man" é uma música pós-disco com duração de três minutos e trinta e nove segundos. De acordo com a partitura digital da EMI Music Publishing para a música, "I Don't Need a Man" é composta na tonalidade de Ré menor e definida em tempo comum, com um ritmo moderado de 105 batimentos por minuto. O alcance vocal do grupo abrange desde a nota baixa de Lá até a nota alta de Ré. "I Don't Need a Man" foi descrito como uma música que encontra o grupo de auto-objetivação mudando o roteiro para o empoderamento feminino. Caroline Bologna do HuffPost escreve que a música é sobre sexualidade. Stephen Thomas Erlewine comparou a música com os trabalhos de Beyoncé. Rebecca Deczynski da revista Nylon escreveu que é uma cópia de "Single Ladies (Put a Ring on It)" (2008), de Beyoncé.

## Desempenho comercial
No UK Singles Chart, "I Don't Need a Man" estreou no número 21 vendendo 5.448 downloads digitais na semana que terminou em 25 de setembro de 2006. Na semana seguinte, subiu 14 posições para o pico do número sete, com vendas de 13.220, dando ao grupo seu quinto single consecutivo entre os dez primeiros; e também liderou o UK R&B Chart.

## Videoclipe

Melody, Carmit, Ashley, Nicole, Jessica e Kimberly no videoclipe.

O videoclipe de "I Don't Need a Man" foi dirigido por Chris Applebaum e foi anunciado pela primeira vez pela integrante do grupo Ashley Roberts na página inicial de blog em seu site oficial.
Em 25 de agosto de 2006, o videoclipe estreou no The Box, no Reino Unido, e em 14 de setembro estreou no MuchOnDemand, no Canadá. O vídeo ficou em primeiro lugar no MMMTop10.com várias vezes. Ele alcançou o número nove no Total Request Live da MTV e o número um por 3 semanas no MTV Sudeste da Ásia, sendo lançado no iTunes Store em 18 de abril de 2007.
O primeiro verso começa com Roberts fazendo as unhas vestidas com roupas brancas. O vídeo apresenta  Nicole Scherzinger cantando, Carmit Bachar fazendo seu cabelo e Jessica Sutta tomando banho enquanto se preparam para sair. No refrão, as Dolls imitam uma cena de cabeleireiro. Durante o segundo verso, o vídeo mostra Kimberly Wyatt em um banho se preparando para sair, Melody Thornton colocando sua maquiagem e Scherzinger cantando. No segundo refrão, mostra as Dolls executando uma coreografia antes de entrar em diferentes slides das Dolls dançando separadamente. Depois disso, ele mostra Scherzinger e Thornton cantando "Let it Go", uma ponte no meio da música, mas na verdade Scherzinger está cantando para os vocais de Bachar. Isso então mostra para mais cenas de dança das Dolls com Scherzinger cantando. O vídeo conclui com os bonecos realizando outra coreografia contra um fundo preto no refrão final antes dos confetes caírem.
Para se manter fiel às rotinas do show ao vivo do Dolls, o vídeo apresenta a silhueta dos corpos antes do segundo verso da música. A cor de fundo principal da música é rosa, contribuindo para o tema feminino. Existem duas versões do vídeo: uma versão completa e outra que edita coreografias com clipes / quadros mostrados anteriormente no vídeo. O vídeo do single "Zgodna Mlada" do dueto Trik FX é uma cópia do vídeo "I Don't Need a Man".

## Formatos e Faixas
| CD Europeu 1. "I Don't Need A Man" (Versão do Álbum) 3:39 2. "I Don't Need A Man" (Instrumental) 3:39 3. "We Went As Far As We Felt Like Going" 3:50 4. "I Don't Need A Man" (Vídeo) 3:39 | Single Reino Unido 1. "I Don't Need A Man" (Versão do Álbum) 3:39 2. "We Went As Far As We Felt Like Going" 3:50 |

## Créditos e equipe
Créditos adaptados do encarte do PCD.
Mixagem
- Mixagem no The Record Plant (Hollywood, Calífornia)

Equipe
- JD Andrews – engenharia
- Scotty Beats – engenharia
- Mike "Angry" Eleopoulos – engenharia
- Ron Fair – produtor adicional incidental, produtor de vocal, arranjo vocal, piano, wurlitzer, glockenspiel
- Gary Grant – Orgãos
- Rich Harrison – compositor, produtor, programação de trilha
- Jerry Hey – arranjo
- Tal Herzberg – engenharia, Pro Tools, baixo
- Dan Higgins – Orgãos
- Mike Hogue – engenheiro assistente de mixagem
- Peter Mokran – mixagem
- Bill Reichenbach – Orgãos

## Desempenho nas tabelas musicais
| Chart (2006)                                   | Maior posição |
| ---------------------------------------------- | ------------- |
| O campo songid é OBRIGATÓRIO PARA PARADA ALEMÃ | 20            |
| Austrália (ARIA)                               | 6             |
| Áustria (Ö3 Austria Top 75)                    | 19            |
| Bélgica (Ultratop 50 de Flandres)              | 7             |
| Bélgica (Ultratop 50 da Valônia)               | 8             |
| Dinamarca (Hitlisten)                          | 32            |
| Eslováquia (Rádio Top 100)                     | 16            |
| Estados Unidos (Billboard Hot 100)             | 93            |
| Europa (Billboard European Hot 100 Singles)    | 34            |
| Finlândia (Suomen virallinen lista)            | 17            |
| França (SNEP)                                  | 12            |
| Hungria (Rádiós Top 40)                        | 7             |
| Hungria (Dance Top 40)                         | 12            |
| Irlanda (IRMA)                                 | 9             |
| Itália (FIMI)                                  | 13            |
| Nova Zelândia (Recorded Music NZ)              | 7             |
| Países Baixos (Dutch Top 40)                   | 4             |
| Países Baixos (Single Top 100)                 | 5             |
| Polônia (Airplay Chart)                        | 3             |
| Reino Unido (UK Singles Chart)                 | 7             |
| Reino Unido (OCC UK R&B)                       | 1             |
| República Checa (Rádio Top 100)                | 62            |
| Suécia (Sverigetopplistan)                     | 27            |
| Suíça (Schweizer Hitparade)                    | 15            |

| Chart (2006)                          | Posição |
| ------------------------------------- | ------- |
| Austrália (ARIA)                      | 55      |
| Austrália (ARIA Urban)                | 21      |
| Bélgica (Ultratop 50 Flanders)        | 85      |
| Bélgica (Ultratop 50 Wallonia)        | 95      |
| Países Baixos (Dutch Top 40)          | 73      |
| Reino Unido (Official Charts Company) | 190     |

## Vendas e certificações
| Região                                         | Certificação | Vendas  |
| ---------------------------------------------- | ------------ | ------- |
| Austrália (ARIA)                               | Ouro         | 30,000^ |
| ^distribuições baseadas apenas na certificação |              |         |

## Histórico de lançamento
| País           | Data                   | Formato          | Gravadora       | Ref.   |
| -------------- | ---------------------- | ---------------- | --------------- | ------ |
| Reino Unido    | 25 de setembro de 2006 | Download digital | Polydor         | [ 41 ] |
| Alemanha       | 10 de novembro de 2006 | CD single        | Universal Music | [ 42 ] |
| Estados Unidos | 19 de junho de 2007    | Download digital | A&M Interscope  | [ 1 ]  |